# 斛律那瑰
斛律那瑰（？—502年），一作大那瑰，朔州太安郡狄那县（今山西省晋中市寿阳县）人，北魏官员。

## 生平
斛律那瑰是斛律倍侯利的后裔，虚龄十八岁时以内行内小为起家官，太和元年（494年）升任殿中给事。太和四年（497年），斛律那瑰出任抚军将军、第一领民酋长，景明三年（502年），斛律那瑰在代北去世。多年后因为斛律那瑰的儿子斛律金功勋卓著，魏孝静帝元善见赐令改葬斛律那瑰，天平二年（535年）四月，赠予斛律那瑰使持节、车骑大将军、定州刺史、司空公、酋长如故，同年八月十六日（535年9月28日）葬于并州晋阳城西南。

## 其他
太原晋祠青阳河村东面发现了一块东魏斛律氏的墓碑，碑额是《□□使持节（都）督定瀛沧三州诸军事定州刺史司空公之碑》，造碑时间是东魏元象二年，碑文已经严重漫漶，其中追述“六世祖”的事情，提到于北魏曾“除卫大将军、羽真、尚书”，山西省北朝研究中心主任张庆捷教授认为这块碑的碑主就是斛律那瑰，这个六世祖就是斛律倍侯利，但与《北齐书》、《北史》记载的高祖有辈分差异。

## 家庭

### 子女
- 斛律平，北齐特进、开府仪同三司、骠骑大将军、青州刺史、定阳郡公
- 斛律金，北齐左丞相、咸阳忠武王